# ジョン・シプリアン・フィップス・ウィリアムズ
ジョン・シプリアン・フィップス・ウィリアムズ（英語: John Cyprian Phipps Williams、1922年11月16日 - 1978年?）は、ニュージーランドの医師。循環器系の専門医であり、現在のウィリアムズ症候群の症例を初めて報告し、その名前の由来にもなった。

## 経歴
ニュージーランドのウェリントンに生まれ、1945年にニュージーランドのヴィクトリア大学ウェリントンで学士（理学）を、1947年に同校で学士（文学）を取得した。その後、ダニーデンのオタゴ医科大学で医学を学び、1953年に卒業した。1954年から1955年まではオークランド病院の研修医として勤務し、テムズ病院での勤務を経て、1956年から1962年までオークランド病院とグリーンレーン病院に勤務した。
1961年に自分の名前を冠した症候群に関する論文を発表したのは、研修医として勤務していたこの時期だった。「低身長で妖精のような顔立ちをしており、心臓に問題を抱え、非常に友好的で、認知障害を持つ若い患者のグループ」に注目した。

## 失踪
ウィリアムズは1967年にロンドンに滞在中、ニュージーランド人の詩人ジャネット・フレイムと知り合い親密な関係になった。2年後にフレイムがイギリスを訪れた際、ロンドンのウィリアムズのアパートに滞在した。その間にウィリアムズは彼女にプロポーズしたが、フレイムは結婚を期待していなかったし望んでもいなかった。約1週間後に彼女がロンドンに戻ると、ウィリアムズは姿を消しており、その後の彼の動向はほとんど知られていない。
友人や同僚たちはヨーロッパでウィリアムズに会っており、最後の機会は1970年代半ば、オーストリアのザルツブルクだった。1972年にユタ州の病院での職を一旦引き受けたが辞退したほか、1979年にはパスポートの更新などの動きがあったとされる。彼の姉妹の要請でインターポールが捜索を試みたが失敗し、1988年にニュージーランド高等裁判所はウィリアムズを「1978年に死亡したと推定される行方不明者」と認定した。
しかし、作家のマイケル・キングによると、2000年1月にウィリアムズから間接的に連絡があり、キングによるジャネット・フレイムの伝記の中でウィリアムズについて "言及 "しないよう求められたという。以降の消息は不明である。